# Locomotiva FS E.470
Le  locomotive E.470 sono state delle locomotive elettriche alimentate a corrente alternata trifase a frequenza industriale utilizzata tra il 1925 e il 1944 sulla linea Roma-Sulmona.
Esse si possono considerare la versione a frequenza industriale delle E.431, con cui condividevano molte componenti, e furono progettate per il traino dei treni viaggiatori più veloci.
Come tutte le altre macchine del sistema a frequenza industriale (gruppi E.471, E.472 ed E.570) le E.470 furono ordinate il 12 giugno 1922. Erano state destinate alle linee Roma-Tivoli e Roma-Nettuno (poi tronco iniziale della direttissima Roma-Napoli), i cui lavori di elettrificazione, a causa della lotta fra "trifasisti" e "continuisti", a metà del 1922 erano già molto avanzati.

## Progetto
Il progetto ricalcò sostanzialmente quello delle E.431, e le caratterizzava come idonee a marciare soprattutto alle due velocità più alte su linee pianeggianti e con curve con ampi raggi.
A differenza degli altri gruppi del sistema a frequenza industriale per esse non fu prevista la possibilità di un'alimentazione anche a frequenza ferroviaria e alla tensione di 3,7 kV. Pertanto, per eseguire i collaudi e il preesercizio esse dovettero essere modificate presso le Officine di Grande Riparazione di Torino.

## Costruzione
Tutte e quattro le locomotive furono costruite nello stabilimento di Vado Ligure del TIBB, coi numeri di fabbrica 1772-1775.
I collaudi e il preesercizio si svolsero tra il 1925 e il 1926 sul tronco Bardonecchia-Salbertrand e dal 1927 anche sul tronco Torino (Quadrivio Zappata)-Bussoleno della stessa linea Torino-Modane, entrambi resi alimentabili anche a frequenza industriale. L'alimentazione avveniva con frequenza di 50 Hz e tensione di 7000 V all'uscita dalle sottostazioni e di 6400 V al trolley. Pertanto la velocità risultò maggiore di quella prevista sulla Roma-Sulmona.
Nel 1928 furono trasferite a Roma (San Lorenzo) per iniziare il servizio sulla linea per Sulmona.

### Parte meccanica
Le E.470 erano dotate di un rodiggio 1'D1' con "ruote alte" e due carrelli Zara alle estremità.
Il rodiggio e la parte meccanica ricalcano quello delle E.431, costruite anch'esse dal TIBB. Tra l'altro fu mantenuta la sospensione delle sale motrici tramite molle cilindriche, sistema che aveva generato diversi inconvenienti d'esercizio.
I due motori di trazione azionavano due assi ciechi tramite la trasmissione a ingranaggi. Questi a loro volta azionavano la sala motrice tramite una biella triangolare analoga a quella delle E.431, che era accoppiata con bielle alle altre sale.

### Parte elettrica
Come per le E.431 e per le altre locomotive trifasi per servizi viaggiatori l'assunto fondamentale fu quello di ottenere quattro velocità di regime. Per ottenere le due minori si adoperarono dei collegamenti in cascata, mentre per le due maggiori si scelse lo schema Milch (con circuiti percorsi da correnti bifasi, trifasi o tetrafasi).
La tabella riepiloga le velocità insieme ai corrispondenti valori di potenza oraria e di forza di trazione (fonte:):
| Velocità nominale (km/h) | Potenza oraria (kW) | Forza di trazione (kN) |
| ------------------------ | ------------------- | ---------------------- |
| 37                       | 740                 | 67,2                   |
| 50                       | 985                 | 67,2                   |
| 75                       | 1950                | 86,6                   |
| 100                      | 2090                | 71,3                   |

La forza di trazione allo spunto era di 115 kN.
Si deve però sottolineare che, nel caso delle locomotive trifasi a frequenza industriale, la potenza reale era quella data dalla presenza del trasformatore, e pertanto era inferiore rispetto a quella citata in letteratura, che è quella riferita ai motori di trazione: nel caso delle E. 470 essa non superava i 1600 kW.

## Esercizio

### Servizi
Durante il preesercizio della Torino-Modane le E.470 si dimostrarono in grado di trainare su pendenze fino all'11 per mille alla velocità di 55–58 km/h treni della massa di 500 t e alla velocità di 85–90 km/h treni di 420 t di massa.
Sulla Roma-Sulmona, linea di montagna con curve di raggio stretto e ripide livellette, manifestarono subito le difficoltà tipiche di macchine progettate per linee pianeggianti e con curve ad ampio raggio: le tabelle di prestazione documentano la difficoltà d'esercizio alla velocità di 75 km/h e l'esclusione definitiva dell'impiego della velocità di 100 km/h.

### Depositi
Dal 1925 al 1928 furono assegnate tutte al deposito di Bussoleno.
Nella seconda metà del 1928 furono trasferite a Roma (San Lorenzo) per il servizio sulla Roma-Sulmona.
Nella prima metà del 1935 furono trasferite nel nuovo deposito di Sulmona.
Nell'aprile 1945 la situazione del parco dava: una macchina in attesa di riparazione; due accantonate nel Compartimento di Milano; una ancora in località ignota.
Dopo poco tempo le FS decisero per tutte la demolizione, che fu eseguita per la E.470.001 nel luglio 1947 presso l'Officina di Grande Riparazione di Torino, per la 002 nel dicembre 1947 in località ignota, per la 003 nel luglio 1947 nell'officina FS del deposito di Rivarolo Ligure e per la 004 nel marzo 1947 in località ignota.

## Influenza
Nell'"esperimento" di trazione elettrica trifase a frequenza industriale le locomotive del gruppo E.470, insieme a quelle dei gruppi E.472 ed E.570, costituiscono i progetti meno innovativi, se si eccettua la presenza dei trasformatori abbassatori e degli ingranaggi riduttori.
Il loro impiego su una linea come la Roma-Sulmona, per la quale non erano state progettate, a causa dell'abbandono dei piani di sviluppo del sistema a frequenza industriale le condannò a un esercizio avaro di risultati e poi quasi dimenticato.

## Conservazione museale
Nessuna unità è stata conservata.